# Cyrilovit
Cyrilovit – rzadki minerał klasy fosforanów.

## Właściwości
Krystalizuje w układzie tetragonalnym. Wykształca kryształy grubotabliczkowe, bipiramidy tetragonalne, szczotki i naskorupienia. Występuje w skupieniach promienistych i kulistych. Jest minerałem kruchym i przeświecającym. Posiada szklisty połysk i białą lub kremową rysę. Jest izostrukturalny z wardytem.

## Występowanie
W pegmatytach bogatych w fosfor, jako produkt przeobrażenia pierwotnych fosforanów, a także w złożach rud żelaza o wysokiej zawartości fosforu. Towarzyszą mu leukofosfit, strengit, fosfosyderyt, apatyt, rockbridgeit, chalkosyderyt i kwarc.

## Miejsce występowania
Występuje w Australii, Czechach, Brazylii (Minas Gerais), we Francji, Niemczech, Portugalii i USA (Nevada). Spotykany także w Anglii, Hiszpanii, Uzbekistanie, we Włoszech oraz Namibii.

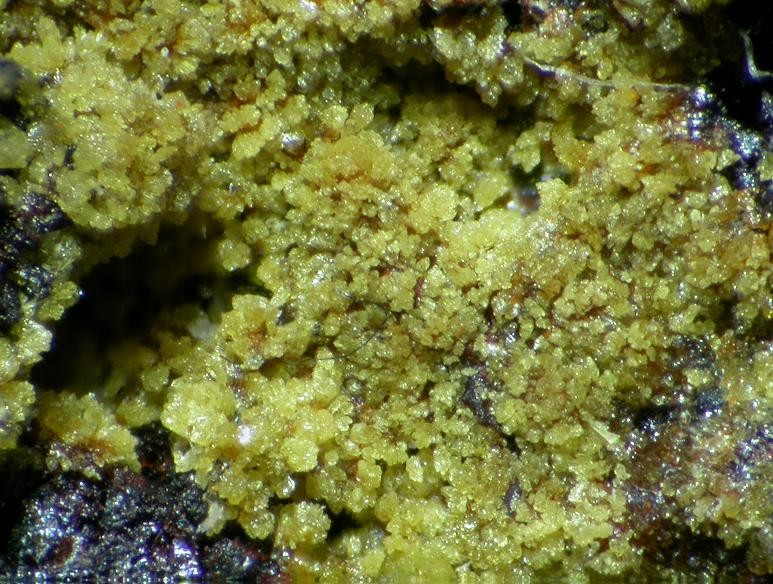
okaz z Australii Południowej